# Raymond Curto
Raymond "Buffalo Ray" Curto je fiktivni lik iz HBO-ove televizijske serije Obitelj Soprano kojeg je glumio George Loros. Iako stariji kapetan u zločinačkoj obitelji DiMeo, Curto je bio jedan od FBI-evih doušnika tijekom gotovo cijele serije.
Prije prve sezone kao kapetanu u obitelji DiMeo/Soprano, Raymondu nakon smrti šefa Jackieja Aprilea Tony Soprano ponudi čelno mjesto u obitelji. Curto je odbio čast te zajedno s drugim kapetanima inzistirao da Tony preuzme vodstvo, bojeći se da bi Tonyjev stric i kapetan Corrado "Junior" Soprano mogao istupiti kao novi šef.
Međutim, Raymond je bio i doušnik FBI-a, što se otkriva u epizodi "Proshai, Livushka". Nikad nije otkriveno kad je i zašto postao doušnik, iako je u epizodi "Nobody Knows Anything" prikazan tijekom racije bordela zajedno s detektivom Vinom Makazianom. Raymond je imao i sina koji je bolovao od multiple skleroze, pa je njegova motivacija mogla biti izbjegavanje zatvora kako bi se mogao brinuti za njega.
Curto je neočekivano umro 2006. od moždanog udara odavajući potencijalno inkriminirajuće informacije agentici Sanseverino o Tonyju.

## Vanjske poveznice
- Raymond Curto u internetskoj bazi filmova IMDb-u